# ポントゥス・セゲルストレム
ポントゥス・セゲルストレム（スウェーデン語: Pontus Segerström、1981年2月17日 - 2014年10月13日）は、スウェーデンのサッカー選手。ポジションはDF。
IFブロマポイカルナで主将を務めていたが、そのシーズン中に脳腫瘍で死去した。

## クラブ歴
IFブロマポイカルナで選手となった。その後、オーデンセBKに短期間在籍し、ランズクルーナBoISに移籍してスウェーデン復帰。その後、スターベクIFへ移籍した。
スターベク退団後、古巣のブロマポイカルナに復帰。2010年はアルスヴェンスカンに所属していたが2011年、2012年はスーペルエッタンで過ごす事となったが、2013年から再びアルスヴェンスカンに返り咲いた。生涯最後の試合となったのは2014年7月31日に行われたUEFAヨーロッパリーグのトリノFC戦であった。

## 急逝
2014年8月3日に頭痛と吐き気を訴え病院で検査をした所、同月11日に脳腫瘍と診断され、即座に治療が開始された。しかしながら、10月13日に脳腫瘍が原因で絶命。ブロマポイカルナの会長であるオラ・ダンハードも「二か月前は何事もなく元気だったのに。これは悲劇だ。彼は皆のお見舞いを楽しんでいたよ。」と述べた。

## 私生活
結婚しており、間に二子がいる。

## タイトル
スターベク
- エリテセリエン: 2008